# Список умерших в 588 году

## Январь
- 8 января — Авраам Кашкарский, христианский святой, аскет и богослов Церкви Востока.

## Март
- 18 марта — Фридиан, святой Римско-Католической Церкви, епископ Лукки (560—588).
- 24 марта — Кэрлон, святой епископ Кашельский и Армский, примас всея Ирландии (578—588).

## Май
- 1 мая — Маркульф, католический монах, святой.

## Август
- 18 августа — Дагей, святой епископ ирландский.

## Дата смерти неизвестна или требует уточнения
- Агнесса из Пуатье, христианская святая, настоятельница монастыря Святого Креста в Пуатье (Франция).
- Бодогизель, франкский герцог.
- Гоисвинта, королева вестготов (551—586) по бракам с Атанагильдом и Леовигильдом.
- Иоанн Эфесский, епископ Асийский.
- Симеон Юродивый, христианский монах, отшельник, юродивый и святой.
- Чоллыг-Джагбу-Бага хан, 7-й каган Гёктюрк (Небесных Тюрок) (587—588).
- Элла, первый англосаксонский правитель Дейры (560—588).